# Autodesk Animator
Autodesk Animator ist ein 2D-Animations- und Grafikprogramm, das 1989 von Autodesk für MS-DOS-PCs erschienen ist.
Damit erzeugte Animationen im Dateiformat *.FLC und *.FLI waren bis Anfang der 1990er Jahre recht verbreitet. Auch Spielehersteller erstellten damit kurze Intro- oder Zwischensequenzen, erkennbar an der Dateiendung.
Die Animationen bestehen aus verschiedenen Einzelbildern, vergleichbar mit Animated GIF. Abspielbar waren die Dateien mit einem (kostenlosen) Player für die DOS-Kommandozeile.
Es folgte eine erweiterte Version namens Animator Pro und 1995 eine Version für Windows 3.1/95, welche auch Videos im AVI-Format ausgeben konnte. Autodesk stellte das Produkt ein. Später gab jedoch Jim Kent, einer der Autoren der Software, den Quellcode frei.